# Velloziaceae
Velloziaceae је фамилија монокотиледоних скривеносеменица, која обухвата 10 родова RBG Kewса око 240 врста. Биљке ове фамилије су зељасте или дрвенасте, најчешће ксероморфне грађе. Цветови су крупни, са потцветним плодником. Плод је чаура. 
Фамилија Velloziaceae се сматра базалном на филогенетском стаблу реда. Дели се на две потфамилије међусобно дисјунктних ареала. Acanthochlamydoideae обухвата само једну врсту (Acanthochlamys bracteata) распрострањену у јужној Кини, а ареал распрострањења друге потфамилије (Vellozioideae) је у тропским и суптропским пределима Африке, Арабијског полуострва и Јужне Америке.